# Urgehal
Gli Urgehal sono un gruppo musicale black metal norvegese, formatosi a Hønefoss nel 1992.

## Storia

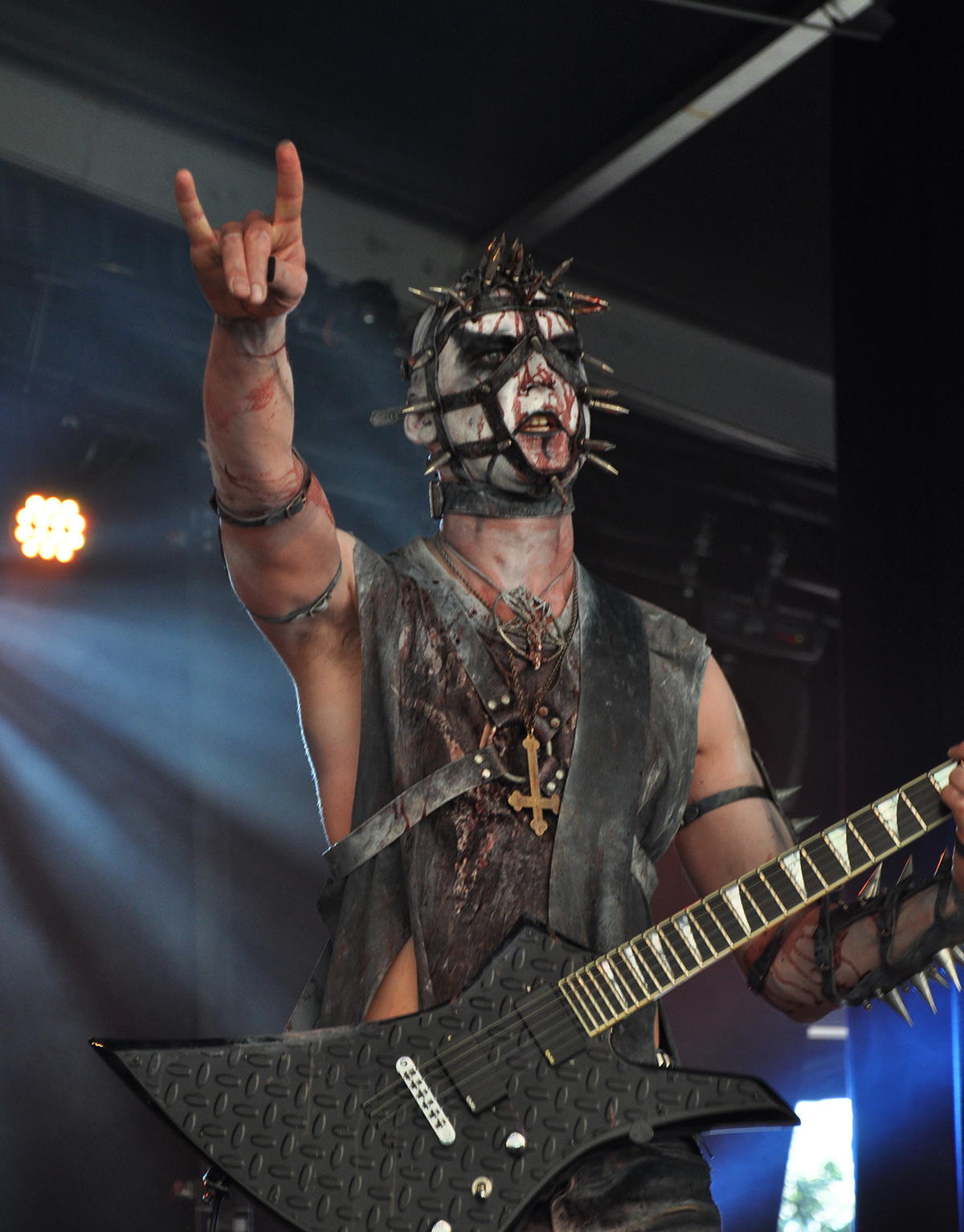
Enzifer al Metal Mean Festival 2011 a Méan

Gli Urgehal vennero fondati da Trondr Nefas (Trond Bråthen) nel 1992. Pubblicarono il loro primo album Arma Christi nel 1996 sotto un contratto con la No Colours. Dopo il secondo album Massive Terrestrial Strike, cambiarono etichetta con la Dlesh for Beast. Seguirono Atomkinder, Through Thick Fog 'till Death e Goatcraft Torment, più un album di rarità, The Eternal Eclipse, per festeggiare il quindicesimo anno di attività. Il gruppo cambiò etichetta con la Season of Mist e pubblicò Ikonoklast dopo un ritardo con le registrazioni a causa di problemi interni.
Nel maggio 2012, il fondatore Trondr Nefas morì all'età di 34 anni. Secondo una dichiarazione del gruppo, egli "ha avuto una morte calma e naturale nelle foreste in uno dei suoi posti preferiti". L'ultimo album di studio del gruppo, Aeons in Sodom, fu dedicato a lui e pubblicato nel 2016.

## Formazione

### Formazione attuale
- Enzifer – batteria (1992-1997) e chitarra (1992-presente)
- Uruz – batteria (1998-2008, 2011-presente)

### Ex componenti
- Chiron – basso (1992-1997)
- Aradia – tastiera (1992-1995)
- Trondr Nefas – voce e chitarra (1992-2012)
- Shregoth – basso (2003-2006)
- Mannevond – basso (2007)
- Hoest – voce dal vivo (2007)
- Renton – batteria (2008-2010)

## Discografia

### Album in studio
- 1997 – Arma Christi (No Colours Records)
- 1998 – Massive Terrestrial Strike (No Colours Records)
- 2001 – Atomkinder (Flesh for Beast)
- 2003 – Through Thick Fog till Death (Flesh for Beast)
- 2006 – Goatcraft Torment (Agonia Records)
- 2009 – Ikonoklast (Season of Mist)
- 2016 – Aeons in Sodom (Season of Mist)

### Raccolte
- 2007 – The Eternal Eclipse - 15 Years of Satanic Black Metal (Agonia Records)
- 2009 – Rise of the Monument (Folter Records)

### EP
- 2005 – Demonrape (Agonia Records)
- 2011 – Death Is Complete (Folter Records)

### Split
- 2006 – A Norwegian Hail to VON (Holycaust Records)
- 2007 – Satanisk Norsk Black Metal (BlackSeed Productions)
- 2012 – Maatte blodet flomme/Disintegrate (Apocalyptic Empire Records)

### Demo
- 1994 – Ferd (autoproduzione)
- 1995 – Rise of the Monument (autoproduzione)